# 노유동
노유동(老遊洞)은 서울특별시 광진구에 있던 법정동이었다. 현재의 자양4동이다.
원래 성수동2가의 일부였다. 1949년 서울시로 편입되었으며, 1973년 7월 1일 서울특별시조례 제784호로 성수동2가제2동이라는 행정동을 설치했다. 1985년 서울특별시조례 제2015호로 성수2가제4동을 분리했으며,  1995년 3월 1일 광진구에 편입되면서 법정동 노유동이 설치되고, 성수동2가2동을 노유1동, 성수동2가4동을 노유2동으로 바꾸었다. 이후  2008년 1월 1일 행정동명을 자양4동으로 바꾸고 8월 4일 법정동 노유동을 폐지하여 자양동에 합쳤다.
뚝섬에 제방을 쌓기 전에는 노유동의 들판에 잔디가 많아서 가을만 되면 누렇게 물들었다고 한다. 누런산, 누룬산, 노룬산 등으로 부르다가 노유동으로 명명했다고 한다.

## 같이 보기
- 대한민국의 행정 구역